# Joseph Odolant-Desnos
Joseph Odolant-Desnos, né  le 13 juin 1797 à Alençon et mort le 17 juin 1849 à Paris, est un ingénieur civil des mines ainsi qu'un savant et polygraphe français.

## Biographie
Petit-fils de Pierre-Joseph Odolant-Desnos et fils de Louis Gaspard Odolant-Desnos, Joseph Odolant-Desnos est né à Alençon le 13 ou 15 juin 1797.
Passionné de minéralogie et de géologie, Joseph Ossolant-Desnos explore le sol de l'Orne au cours de sa jeunesse. En compagnie de Jules Desnoyers, il y découvre, aux environs de Domfront, des filons de diabase traversant le granite et les phyllades de Saint-Lô. Par la suite, il devient ingénieur civil des mines.
En 1830, il prend part à la campagne contre la Régence d'Alger. Payeur adjoint à l'armée d'Afrique, il est également chargé d'étudier l'état agricole et industriel de cette région en vue de sa colonisation.
Membre de plusieurs sociétés savantes, dont l'Institut historique, il est secrétaire du comité des arts et manufactures de l'Académie de l'industrie.
Collaborateur de plusieurs journaux, il est le principal rédacteur de L'Écho du commerce à partir de janvier 1835. Il contribue également à des ouvrages scientifiques et en rédige lui-même sur des domaines variés (industrie, minéralogie, agronomie…). Publiée pour la première fois en 1835, sa Mythologie pittoresque connaîtra plusieurs rééditions et sera acquise par le prince royal Ferdinand-Philippe d'Orléans pour servir à l'éducation du jeune comte de Paris.
Il meurt à Paris, à son domicile du no 15 de la rue de Ponthieu, le 17 juin 1849.